# Lista de bairros de Sumaré
Esta é uma lista de bairros do 'município de Sumaré. A cidade é dividida em dois distritos, Sede (Sumaré) e Nova Veneza, mas para questões de gestão administrativa municipal  foram demarcadas sete regiões administrativas: Sede, Matão, Maria Antônia, Nova Veneza, Área Cura, Picerno e Zona Rural. Não possui delimitação administrativa oficial de bairros.
Lista de bairros por Distrito e identificação da região administrativa a qual pertence:

## Sede (Sumaré)
- Centro[1] - AR1 - Zona Central
- Chácaras Cruzeiro do Sul - AR7 – Zona Rural
- Chácaras de Recreio Estrela D'Alva - AR7 – Zona Rural
- Chácaras Monte Alegre – AR6 – Picerno
- Chácaras Primavera - AR7 – Zona Rural
- Estância Árvore da Vida - AR7 – Zona Rural
- Haras Larissa – Sítio Santo Antônio (porção em Sumaré) - AR7 – Zona Rural
- Jardim Alvorada - AR1 – Zona Central
- Jardim Basilicata - AR6 – Picerno
- Jardim Basso - AR1 – Zona Central
- Jardim Bela Vista - AR2 – Nova Veneza
- Jardim Boa Esperança- AR1 – Zona Central
- Jardim Constecca - AR1 – Zona Central
- Jardim das Orquídeas - AR6 – Picerno
- Jardim das Palmeiras - AR1 – Zona Central
- Jardim Eldorado - AR1 – Zona Central
- Jardim J.J. - AR1 – Zona Central
- Jardim João Paulo II- AR1 – Zona Central
- Jardim Lucélia - AR6 – Picerno
- Jardim Luiz Cia - AR2 – Nova Veneza
- Jardim Luzdalma - AR1 – Zona Central
- Jardim Macarenko - AR1 – Zona Central
- Jardim Marchissolo - AR1 – Zona Central
- Jardim Monte Santo - AR2 – Nova Veneza
- Jardim Novo Paraná - AR2 – Nova Veneza
- Jardim Paulista - AR1 – Zona Central
- Jardim Paulistano - AR2 – Nova Veneza
- Jardim Picerno I - AR6 – Picerno
- Jardim Picerno II - AR6 – Picerno
- Jardim Puche- AR1 – Zona Central
- Jardim Residencial Parque da Floresta - AR1 – Zona Central
- Jardim Residencial Veccon[1] - AR1 – Zona Central
- Jardim Santa Eliza - AR2 – Nova Veneza
- Jardim Santa Madalena - AR1 – Zona Central
- Jardim São Carlos - AR1 – Zona Central
- Jardim São Domingos - AR6 – Picerno
- Jardim São João - AR1 – Zona Central
- Jardim São José - AR1 – Zona Central
- Jardim São Paulo - AR1 – Zona Central
- Jardim São Rocchi[1] - AR1 – Zona Central
- Loteamento Altos de Sumaré - AR2 – Nova Veneza
- Loteamento Anauate Atallah - AR1 – Zona Central
- Loteamento Giolanda Giordano - AR1 – Zona Central
- Loteamento J.P. Fenley - AR1 – Zona Central
- Loteamento José e Júlio Vasconcellos - AR1 – Zona Central
- Loteamento José Vasconcellos - AR1 – Zona Central
- Loteamento Oreste Ongaro[1] - AR1 – Zona Central
- Loteamento Otávio Brochini - AR1 – Zona Central
- Loteamento Planalto do Sol[1] - AR1 – Zona Central
- Loteamento Primavera - AR1 – Zona Central
- Loteamento Tereza Buchianeri Biancalana - AR1 – Zona Central
- Loteamento Tomás Dedona e Vitório Pasan - AR1 – Zona Central
- Loteamento Tranquilo Menuzzo - AR1 – Zona Central
- Parque Dante Marmirolli - AR1 – Zona Central
- Parque Emília - AR1 – Zona Central
- Parque Franceschini [1] - AR1 – Zona Central
- Parque João de Vasconcellos - AR1 – Zona Central
- Parque Ongaro- AR1 – Zona Central
- Parque Residencial Campo Belo - AR6 – Picerno
- Parque Residencial Casarão - AR1 – Zona Central
- Parque Residencial Florença - AR1 – Zona Central
- Parque Residencial Manoel de Vasconcellos - AR2 – Nova Veneza
- Parque Residencial Versailles[1] - AR1 – Zona Central
- Parque Residencial Virgínio Basso - AR6 – Picerno
- Parque Rosa e Silva - AR6 – Picerno
- Parque São Bento - AR7 – Zona Rural
- Parque Silva Azevedo - AR2 – Nova Veneza
- Parque Vereador Euclides Miranda (CECAP) - AR2 – Nova Veneza
- Parque Villa Flores - AR2 – Nova Veneza
- Residencial Amália Luiza - AR1 – Zona Central
- Residencial Bordon. - AR6 – Picerno
- Sitio Pau Pintado - AR7 – Zona Rural
- Vila Carlos Basso - AR1 – Zona Central
- Vila Consulin - AR1 – Zona Central
- Vila Carlota - AR2 – Nova Veneza
- Vila Guarani- AR1 – Zona Central
- Vila Juliana - AR1 – Zona Central
- Vila Leontina - AR1 – Zona Central
- Vila Maluf - AR1 – Zona Central
- Vila Miranda[1] - AR1 – Zona Central
- Vila Nova - AR1 – Zona Central
- Vila Rebouças - AR1 – Zona Central
- Vila Santa Terezinha - AR2 – Nova Veneza
- Vila Santana - AR1 – Zona Central
- Vila Scylla Médici - AR1 – Zona Central
- Vila Valle - AR6 – Picerno
- Vila Yolanda Costa e Silva - AR1 – Zona Central
- Vila Zilda Gamba Natel - AR1 – Zona Central

## Nova Veneza
- Chácaras Bela Vista - AR2 – Nova Veneza
- Chácaras Nova Veneza - AR2 – Nova Veneza
- Chácaras Novo Horizonte e San Martin - AR3 – Matão
- Chácaras Reunidas Anhanguera - AR2 – Nova Veneza
- Chácaras Santa Antonieta - AR2 – Nova Veneza
- Cidade Nova - AR5 – Maria Antônia
- Condomínio Coronel - AR3 – Matão
- Conjunto Habitacional Ângelo Tomazin - AR5 – Maria Antônia
- Eden Parque - AR2 – Nova Veneza
- Jardim Aclimação - AR4 – Área Cura
- Jardim Amélia - AR5 – Maria Antônia
- Jardim Barcelona - AR3 – Matão
- Jardim Bom Retiro - AR4 – Área Cura
- Jardim Calegari - AR4 – Área Cura
- Jardim Casa Verde - AR3 – Matão
- Jardim Dall'Orto -1a. parte - AR5 – Maria Antônia
- Jardim Dall'Orto -3a. parte  - AR5 – Maria Antônia
- Jardim Danúbio Azul - AR4 – Área Cura
- Jardim das Águas - AR2 – Nova Veneza
- Jardim das Estâncias - AR3 – Matão
- Jardim das Oliveiras - AR3 – Matão
- Jardim Denadai - AR4 – Área Cura
- Jardim do Trevo - AR2 – Nova Veneza
- Jardim Dom Bosco I - AR2 – Nova Veneza
- Jardim dos Ipês - AR5 – Maria Antônia
- Jardim Dulce - AR2 – Nova Veneza
- Jardim Eunice - AR3 – Matão
- Jardim Florença - AR2 – Nova Veneza
- Jardim Lúcia - AR3 – Matão
- Jardim Manchester - AR5 – Maria Antônia
- Jardim Maracanã - AR4 – Área Cura
- Jardim Maria Antônia 1ª Parte - AR5 – Maria Antônia
- Jardim Maria Antônia 2 ª Parte - AR5 – Maria Antônia
- Jardim Maria Antônia 3ª Parte  - AR5 – Maria Antônia
- Jardim Maria Luiza - AR5 – Maria Antônia
- Jardim Martins - AR3 – Matão
- Jardim Mineápolis - AR2 – Nova Veneza
- Jardim Minesota - AR3 – Matão
- Jardim Morumbi - AR3 – Matão
- Jardim Nossa Senhora da Conceição - AR2 – Nova Veneza
- Jardim Nossa Senhora da Conceição II - AR2 – Nova Veneza
- Jardim Nova Aurora - AR3 – Matão
- Jardim Nova Esperança - AR4 – Área Cura
- Jardim Nova Esperança II - AR4 – Área Cura
- Jardim Nova Veneza - AR2 – Nova Veneza
- Jardim Paraíso I - AR3 – Matão
- Jardim Paraíso II - AR3 – Matão
- Jardim Santa Carolina - AR5 – Maria Antônia
- Jardim Santa Catarina - AR3 – Matão
- Jardim Santa Clara - AR3 – Matão
- Jardim Santa Maria - AR2 – Nova Veneza
- Jardim Santa Olívia - AR3 – Matão
- Jardim Santa Rosa - AR3 – Matão
- Jardim Santiago - AR4 – Área Cura
- Jardim São Francisco - AR4 – Área Cura
- Jardim São Francisco de Assis - AR2 – Nova Veneza
- Jardim São Gerônimo - AR3 – Matão
- Jardim São Luiz - AR3 – Matão
- Jardim Seminário - AR2 – Nova Veneza
- Jardim Viel - AR5 – Maria Antônia
- Jardim Volobueff - AR5 – Maria Antônia
- Nova Terra  - AR3 – Matão
- Parque das Indústrias - AR5 – Maria Antônia
- Parque das Nações - AR4 – Área Cura
- Parque Florely - AR5 – Maria Antônia
- Parque General Osório - AR3 – Matão
- Parque Ideal - AR2 – Nova Veneza
- Parque Industrial Bandeirantes - AR4 – Área Cura
- Parque Itália - AR5 – Maria Antônia
- Parque Jatobá - AR2 – Nova Veneza
- Parque Nova Veneza (INOCOOP) - ‘‘AR2 – Nova Veneza
- Parque Progresso - AR3 – Matão
- Parque Progresso II - AR3 – Matão
- Parque Residencial Fantinatti - AR3 – Matão
- Parque Residencial Regina - AR3 – Matão
- Parque Residencial Salerno - AR5 – Maria Antônia
- Parque Residencial Santa Terezinha do Matão - AR3 – Matão
- Parque Santo Antônio - AR4 – Área Cura
- Parque Sevilha  - AR5 – Maria Antônia
- Parque Villa Flores - AR2 – Nova Veneza
- Parque Virgílio Viel - AR2 – Nova Veneza
- Parque Yolanda - AR3 – Matão
- Recanto das Árvores - AR4 – Área Cura
- Recanto dos Sonhos - AR5 – Maria Antônia
- Residencial Itália - AR4 – Área Cura
- Residencial Parque da Amizade - AR2 – Nova Veneza
- Residencial Parque Pavan - AR3 – Matão
- Residencial Real Parque - AR2 – Nova Veneza
- Residencial Santa Joana - AR4 – Área Cura
- Residencial Viva Vista - AR2 – Nova Veneza
- Residencial Viver - AR2 – Nova Veneza
- Residencial Ypiranga - AR4 – Área Cura
- Santa Júlia - AR3 – Matão
- São Judas Tadeu - AR4 – Área Cura
- São Judas Tadeu II - AR4 – Área Cura
- Vila Diva - AR3 – Matão
- Vila San Martin - AR3 – Matão
- Vila Sol Nascente - AR4 – Área Cura